# Karrbach
Der Karrbach, am Oberlauf Sulzwiesenbach genannt, ist ein ungefähr 2 km langer rechter Zufluss der Rems im Stadtteil Beinstein von Waiblingen im baden-württembergischen Rems-Murr-Kreis. Er fällt zeitweise komplett trocken.

## Geographie

### Verlauf
Sulzwiesenbach
Der Oberlauf Sulzwiesenbach des Karrbaches entspringt östlich von Beinstein im Gewann Obere Sulzwiesen neben einem Bauernhof. Fast von Anfang an fließt er beständig Richtung Westen durch das Gewann Mezenwiesen und wird dann überquert von einer kleinen Brücke. Nach der Brücke fließt ein unbenannter Bach von links in den Sulzwiesenbach ein, der einige Auengräben in der weiten rechten Talebene der Rems entwässert. Daraufhin fließt er durch das Gewann Öhlengärten und wird dort von einer Fußgängerbrücke überquert. Am westlichen Ende des Wohngebietes An den Quellen läuft der Sulzwiesenbach in eine Verdolung ein. Die Verdolung wurde in den Jahren 1981 bis 1982 im Zuge wie der Verlängerung der Waiblinger Straße gebaut.
Karrbach
Ab dort heißt er Karrbach und fließt nun an der Grundschule von Beinstein vorbei. Daraufhin läuft er unter der ins zentrale Waiblingen führenden K 1859 bis zum neuen Friedhof Beinstein, wo er an einem Hochwasserrückhaltebecken vorbeifließt. Am Friedhof passiert der nun oberirdisch laufende Karrbach auch einen Spielplatz und in der Folge wird er, allenfalls von der Breite einer Häuserzeile getrennt, in geradem Lauf rechtsseits von der genannten Kreisstraße durch das Gewann Am Karrbach begleitet. Kurz vor der Beinsteiner Stadtteilgrenze knickt er nach links ab und mündet weniger als hundert Meter weiter von rechts in die Rems, nur einen Steinwurf vor dem von der anderen Seite in diese einfließenden Schüttelgraben.
Der 2,06 km lange Lauf des Karrbaches endet ungefähr 3 Höhenmeter unterhalb seiner Quelle, er hat somit ein mittleres Sohlgefälle von etwa 1,5 ‰.

### Einzugsgebiet
Das Einzugsgebiet des Karrbachs ist etwa 2,2 km² groß. Es ist Teil der Waiblinger Bucht im Naturraum des Neckarbeckens; die remsnahen Teile mit dem Lauf liegen im Unterraum Marbach-Waiblinger Täler, die höheren im Unterraum Remstaltraufbucht. Dort liegt der mit etwa 300 m ü. NHN höchste Punkt an der Nordspitze. Im flachen Anteil linksseits des Laufs in der rechten Talebene der Rems liegen überwiegend Wiesen, während die Hügel rechts des Laufes vor allem von Obstwiesen bedeckt sind. Vor allem am Nordostrand des Einzugsgebietes liegen auch einige Weinberge. Einen großen Teil nimmt in beiden Partien das Siedlungsgebiet von Beinstein im Zentrum des Einzugsgebietes ein. Der weit überwiegende Teil des Einzugsgebietes gehört zur Stadtteilgemarkung Beinstein von Waiblingen, Randbereiche im Osten gehören zur Stadt Weinstadt und zur Gemeinde Korb.
Jenseits der nordwestlichen Wasserscheide fließt der Hörschbach zur Rems, der nur etwa hundert Meter unterhalb des Karrbachs mündet, jenseits der nordöstlichen der Heppach, der vier Kilometer oberhalb zuläuft.

## Geologie
Am untersten Talhang streicht Oberer Muschelkalk aus, der an zwei Stellen in Gruben abgebaut wurde. Darüber liegt am Hang erst der Lettenkeuper (Erfurt-Formation), darüber dann noch der Gipskeuper (Grabfeld-Formation).
Die letzten beiden Schichten sind teilweise in geologisch viel jüngerer quartärer Zeit durch Lösssediment überlagert. Die Talebene der Rems linksseits des Karrbachlaufs besteht aus holozänen Auenlehmen.

## Nutzung
Sein Oberlauf fließt durch die Quellen von Beinstein, aus denen früher die Mineralbrunnen Überkingen-Teinach einen Teil ihres Mineralwassers förderten. Die Beinsteiner Thermal- und Badequellen wurden ebenfalls durch seinen Oberlauf gespeist.

### Belege des LUBW
Amtliche Online-Gewässerkarte mit passendem Ausschnitt und den hier benutzten Layern: Lauf und Einzugsgebiet des Karrbachs

Allgemeiner Einstieg ohne Voreinstellungen und Layer: Daten- und Kartendienst der Landesanstalt für Umwelt Baden-Württemberg (LUBW) (Hinweise)
1. 1 2 3  Höhe nach dem Höhenlinienbild auf dem Hintergrundlayer Topographische Karte.
2. ↑  Länge nach dem Layer Gewässernetz (AWGN).
3. ↑  Einzugsgebiet abgemessen auf dem Hintergrundlayer Topographische Karte.

### Andere Belege
1. ↑  Abfluss-BW - Daten und Karten
2. ↑  Eigene Beobachtung
3. ↑  Friedrich Huttenlocher, Hansjörg Dongus: Geographische Landesaufnahme: Die naturräumlichen Einheiten auf Blatt 170 Stuttgart. Bundesanstalt für Landeskunde, Bad Godesberg 1949, überarbeitet 1967. → Online-Karte (PDF; 4,0 MB)
4. ↑  Hansjörg Dongus: Geographische Landesaufnahme: Die naturräumlichen Einheiten auf Blatt 171 Göppingen. Bundesanstalt für Landeskunde, Bad Godesberg 1961. → Online-Karte (PDF; 4,3 MB)
5. ↑  Geologie nach den Layern zu Geologische Karte 1:50.000 auf: Mapserver des Landesamtes für Geologie, Rohstoffe und Bergbau (LGRB) (Hinweise)